# 重庆交通
重庆是中国西南地区的综合性交通枢纽，唯一拥有水、铁、公、空等多种交通方式的特大型交通枢纽。重庆中心城区（主城九区）位于长江与嘉陵江交汇处。对外交通的铁路、公路、水运、航空发展很快。城市交通以城市公交、城市轨道交通为主，辅以出租车，另外还有具有山城、江城特色的缆车、索道、电梯及轮渡等交通类型。由于重庆的市域较大，本篇拆分市域整体交通与中心城区的交通两个部分分别概述。

## 市域交通

### 铁路

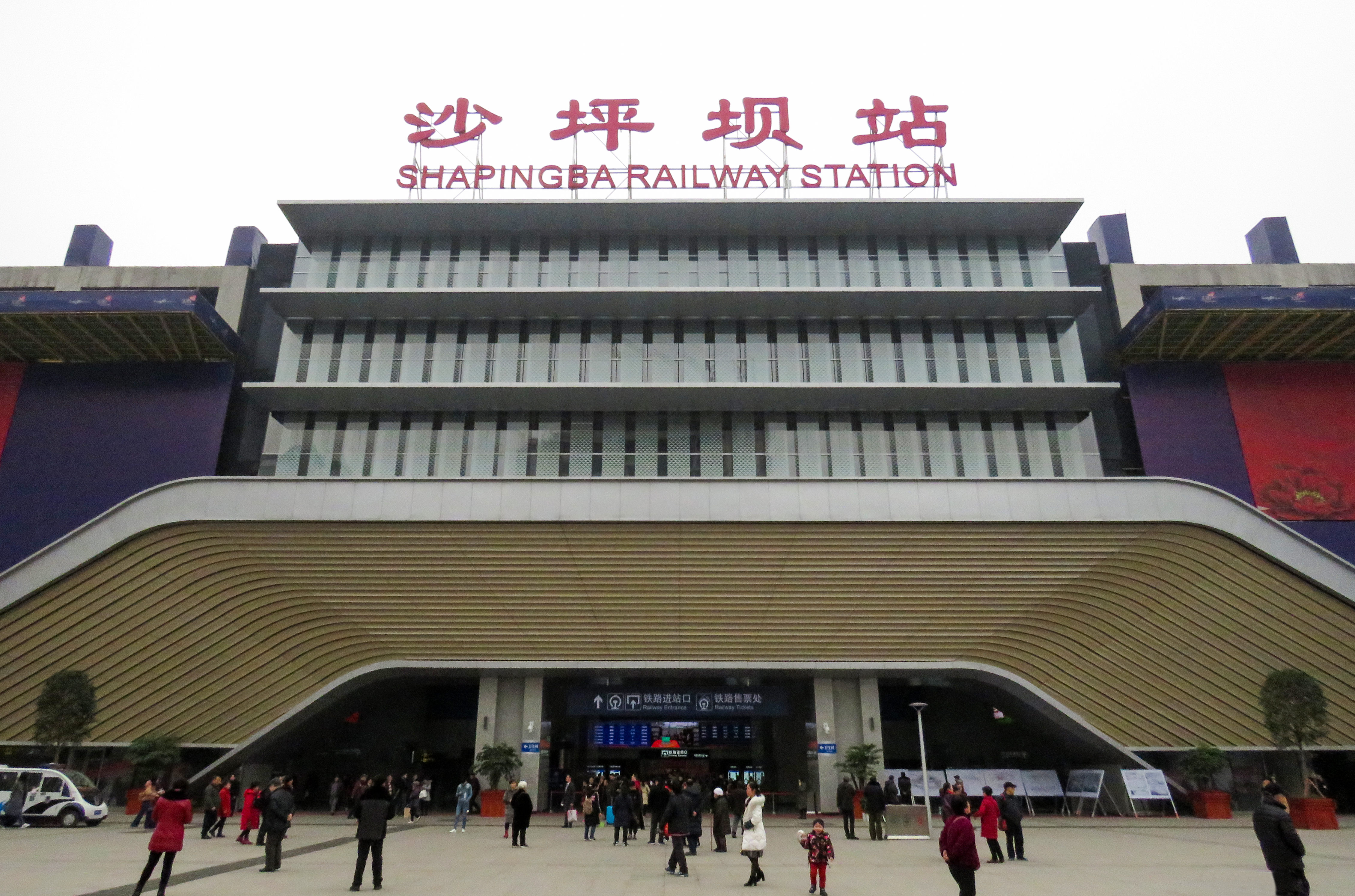
沙坪坝站

重庆现拥有五条电气化主干线铁路，分别为成渝铁路、襄渝铁路、川黔铁路、渝怀铁路、遂渝铁路，除襄渝铁路和遂渝铁路为复线铁路，其余三条目前为单线铁路，渝怀铁路重庆至涪陵段正在进行复线化改造，此外还拥有达万铁路、万宜铁路、三万南铁路、南涪铁路等干支线铁路。渝利铁路、兰渝铁路、渝怀铁路二线、成渝客运专线、渝万客运专线、渝黔新线正在如火如荼的建设或筹备建设当中。在规划当中的有郑渝客运专线、渝昆客运专线、西渝客运专线、渝长客运专线及安张铁路等。
重庆主城区内目前有五个主要的铁路客运站，分别是“重庆北、重庆西、重庆东（建设中）”三主“重庆、沙坪坝”两辅车站。

### 公路

#### 国道
重庆境内有五条国道，即210国道、212国道、319国道、326国道、318国道。目前这些公路都为二级或二级以下等级公路，公路等级较低，将来重庆的公路主干线将以高速公路为主，且将全部覆盖这五条国道。
- 210国道：起点为内蒙古包头，终点为广西南宁，经过重庆渝北、主城区、巴南、綦江。
- 212国道：起点为甘肃兰州，终点为重庆，经过重庆合川、北碚，沙坪坝区。
- 318国道：起点为上海，终点为西藏友谊桥，经过重庆万州、梁平。
- 319国道：起点为福建厦门，终点为四川成都，经过重庆秀山、酉阳、黔江、彭水、武隆、涪陵、长寿、渝北、主城区、璧山、铜梁。
- 326国道：起点为重庆秀山，终点为云南河口，经过重庆秀山。

#### 高速公路
重庆高速公路建设从成渝高速公路（现G85渝昆高速公路东段）开始，至2012年末已建成高速公路近2000公里。截止2012年底，已建成G85渝昆高速公路重庆段、G93成渝经济区环线高速公路重庆段（部分）、G75兰海高速公路重庆段、G65包茂高速公路重庆段、G50沪渝高速公路重庆段、G42沪蓉高速公路重庆段（部分）、綦万高速公路、重庆绕城高速公路、万开高速公路。
根据重庆政府最新公布（2013年初）的重庆市高速公路网规划，“十二五”期间，形成“三环十射三连线”的高速公路骨架体系，建成约3000公里高速公路。
- 三环：
重庆内环快速路、重庆绕城高速公路、重庆三环高速公路。
- 十射：
G85渝昆高速公路重庆段、G93成渝经济区环线高速公路重庆段、G75兰海高速公路重庆段、G65包茂高速公路重庆段、G50沪渝高速公路重庆段、G42沪蓉高速公路重庆段、成渝高速公路复线（即重庆—璧山—大足—安岳）、重庆至万州的沿江高速公路（南岸茶园—涪陵—忠县—万州）。这八条通道分别联接重庆周边省市，分别为四川、陕西、湖北、湖南、贵州。
- 三联线：
梁平—秀山线、垫江—武隆线、巫溪—建始。

### 水运
重庆港是长江上游最大的内河港口。拥有寸滩港、果园港、九龙港等重要港口，此外还有若干运输码头分布长江、嘉陵江沿岸。2011年重庆港货物吞吐量超过一亿吨，成长为长江中上游货物吞吐量最大、设计吞吐能力最强的内河港口。

### 民用航空
重庆共有五座民用机场，分别是：重庆江北国际机场、万州五桥机场、黔江武陵山机场、重庆巫山机场、重庆仙女山机场。

民国十七年（1929年），广阳坝机场兴建，成为重庆历史上最早的机场，它和后来兴建的珊瑚坝机场、白市驿机场、九龙坡机场以及大中坝机场，并称为抗战时期重庆五大著名抗战机场。
当广阳坝、珊瑚坝、九龙坡等机场陆续停飞后，1939年6月建成的白市驿机场一直担负着重庆对外的空中桥梁的作用直至1990年江北机场启用。白市驿机场是重庆历史上最重要的机场，也是当时中国仅有的4个国际民航机场之一。

## 中心城区交通

### 道路桥隧
重庆是典型的组团式城市，不同于平原地区的摊大饼式城市，组团之间还有不少农业用地，重庆城区的建设也主要在填补组团之间的城市用地。目前重庆的主城区指渝中区、沙坪坝区、南岸区、江北区、大渡口区、九龙坡区这六区之间中梁山到铜锣山之间片区，这部分城区被长江及嘉陵江分割为三部分，嘉陵江和长江以北的江北区、长江以南的南岸区、嘉陵江以南和长江以北合围而成的渝中区、九龙坡区、沙坪坝区、大渡口区。重庆的城市道路主干线主要是指六个区之间的联接道路，如：渝中区与九龙坡区之间的长江路和菜袁路，九龙坡区与沙坪坝区之间的石杨路和石小路、九龙坡区和大渡口之间袁茄路和陈庹路，渝中区和江北区之间主要通过牛角沱嘉陵江大桥和渝澳大桥及黄花园大桥联接，渝中区与南岸区之间主要通过重庆长江大桥和菜园坝长江大桥联接，九龙坡区与南岸区之间鹅公岩长江大桥。
重庆的城市道路主干线规划以六车道和四车道为主，一级主干线基本为六车道，但目前仅有一部分按规划建成。
重庆也是个典型的江城，因此沿江的滨江路也是城市道路的重要组成。目前已建成渝中区的嘉陵江滨江路和长江滨江路，南岸区长江大桥及王家沱的南滨路，江北区的北滨路，沙坪坝区磁器口至滴水岩的嘉陵江滨江路。
由于重庆独特的地形，城市道路中还有许多跨江的特大型桥梁及城市公路隧道。在中国城市中，重庆主城区拥有的大型桥梁数最多，号称中国桥都。目前已建成的主城区桥梁有：小南海长江大桥、石板坡长江大桥、牛角沱嘉陵江大桥、黄花园嘉陵江大桥、渝澳嘉陵江大桥、石门嘉陵江大桥、李家沱长江大桥、鹅公岩长江大桥、石板坡长江大桥、朝天门长江大桥、菜园坝长江大桥、鱼洞长江大桥、嘉华大桥、腾辉长江大桥、马桑溪长江大桥、大佛寺长江大桥、高家花园嘉陵江大桥等。目前正在建设的桥梁有：千厮门嘉陵江江大桥、东水门长江大桥、寸滩长江大桥、鱼嘴长江大桥、红岩村嘉陵江大桥、大竹林嘉陵江大桥等等。规划的桥梁还有十几座，至2020年重庆主城区桥梁数量将不少于30座。

### 公交巴士
重庆公交巴士主要由重庆公交控股集团运营，包括西部公交公司、北部公交公司、南部公交公司、两江公交公司。除西部公交公司还有3条有人售票线路外，96%以上的公交线路均实行一票制（上车两元）。

### 出租汽车

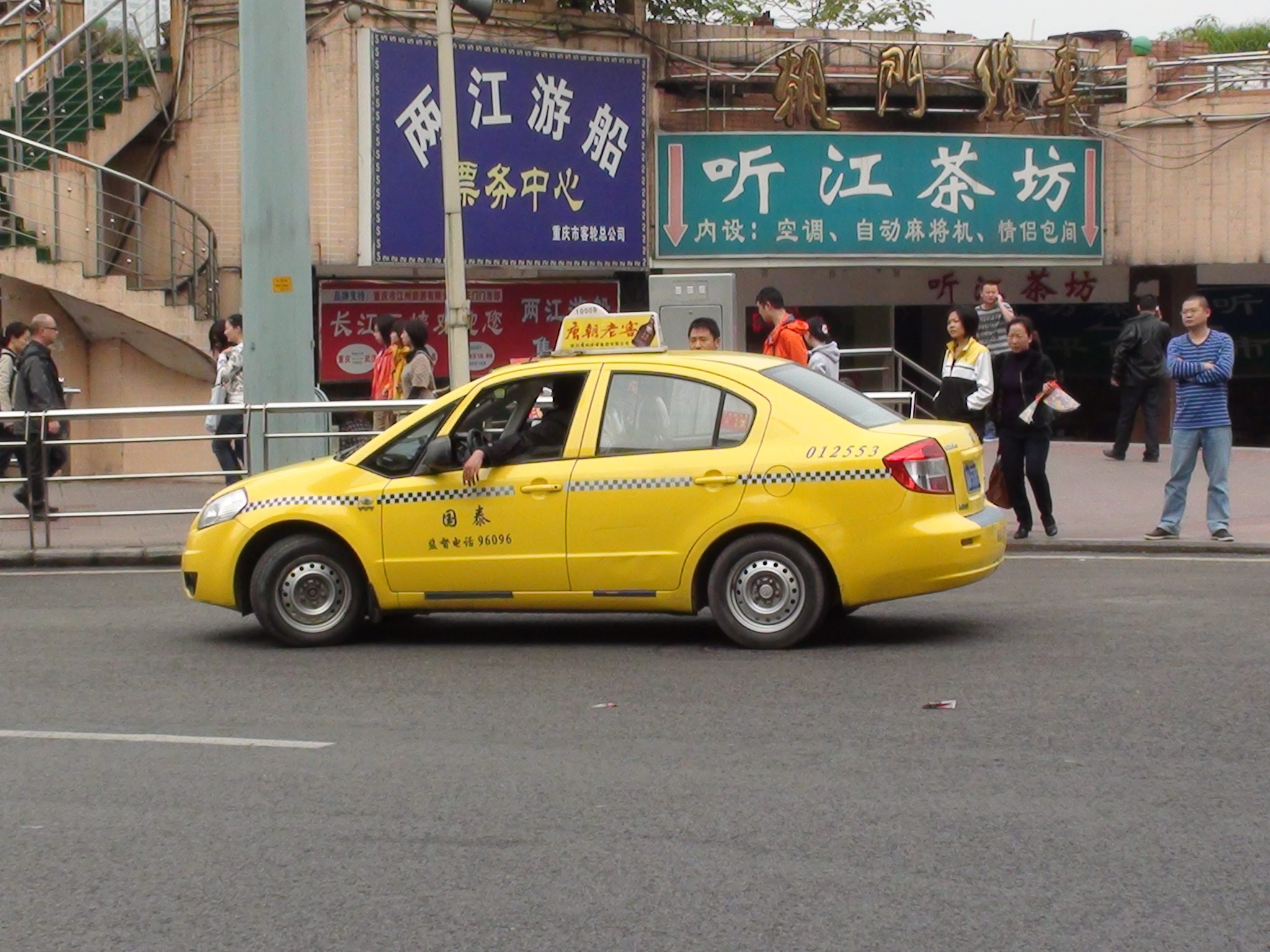
重慶市的出租汽車

重庆市出租汽车主要由重庆市出租汽车总公司运营。起步价为白天10元/3公里，超过3公里后，每公里2元，计费方式为每500米计费一次，即1元/500米；夜间为11元/3公里，超过3公里后，每公里2.3元。目前重庆的出租车价格为西部地区最贵。

### 轨道交通
重庆目前已规划了五轮轨道交通建设，其中中国第一条单轨，也是西部地区第一条城市轨道交通——重庆轨道交通2号线较新线一期于2006年7月10日全线通车正式运行。
目前1号线、2号线、3号线、4号线、5号线、6号线、9号线、10号线、18号线、环线、江跳线、璧铜线已通车。重庆的城市轨道交通运营里程预计在2025年达到600公里，居世界前十。

### 客运索道

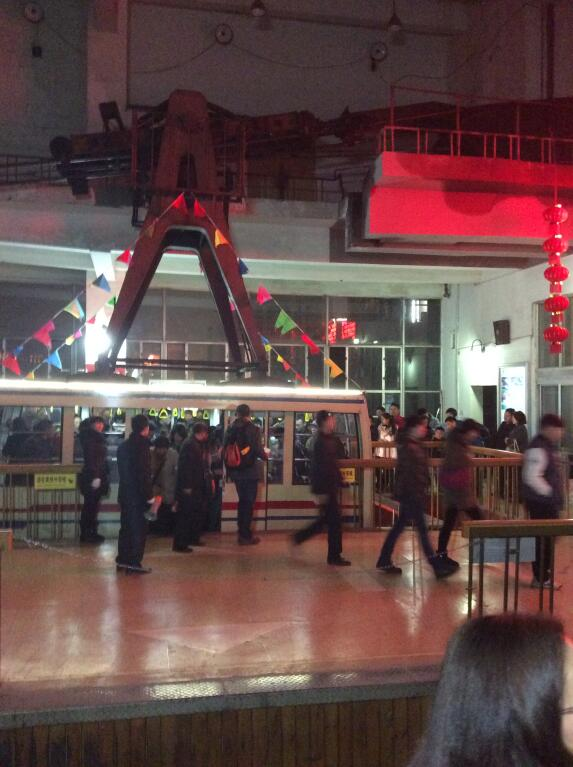
到站的乘客正在依次离开长江索道的轿厢

由於重慶獨有複雜的地理條件，目前除了歌乐山和缙云山等景区独立运营的观光索道外，重慶主城區內还有一條用于公共交通的跨江索道，由重慶市客運索道公司運營，为1986年投入使用的重慶長江索道。索道作为城市交通工具在國內独有。
- 嘉陵江索道：自渝中区沧白路，横跨嘉陵江上空，与江北区金沙街相连，是中国第一条用于解决城市交通问题的大运量客运架空索道。1980年动工修建，1982年元旦通车，为双线往复式，全长740米，高差30米，系国内首条过江客运索道。设有避雷装置，防摆装置和自动报警信号。在雾天，雷雨及7级风力以下均能安全运行。每个车厢可载客46人，日最高客运量可达2万人次，是一种平稳、舒适、迅捷的现代化交通工具。2011年3月1日，投入運營三十年的重慶嘉陵江索道因建造过江大桥停止運營。重庆市政府正在考虑异地重建。
- 长江索道：重慶长江索道於1986年建成投入使用，現屬重慶市客運索道公司運營。自渝中区凯旋路，横跨长江上空，与南岸区一天门相连，索道斜长1166，单此运载量可达80人，设有抗5－6级风力的防摆装置。目前还在运行。2016年7月15日，重庆长江索道换上新的涂装，并加装类似于地铁的半高安全门。[1]长江索道支持使用重庆市民卡并享受相关优惠。

### 地面缆车

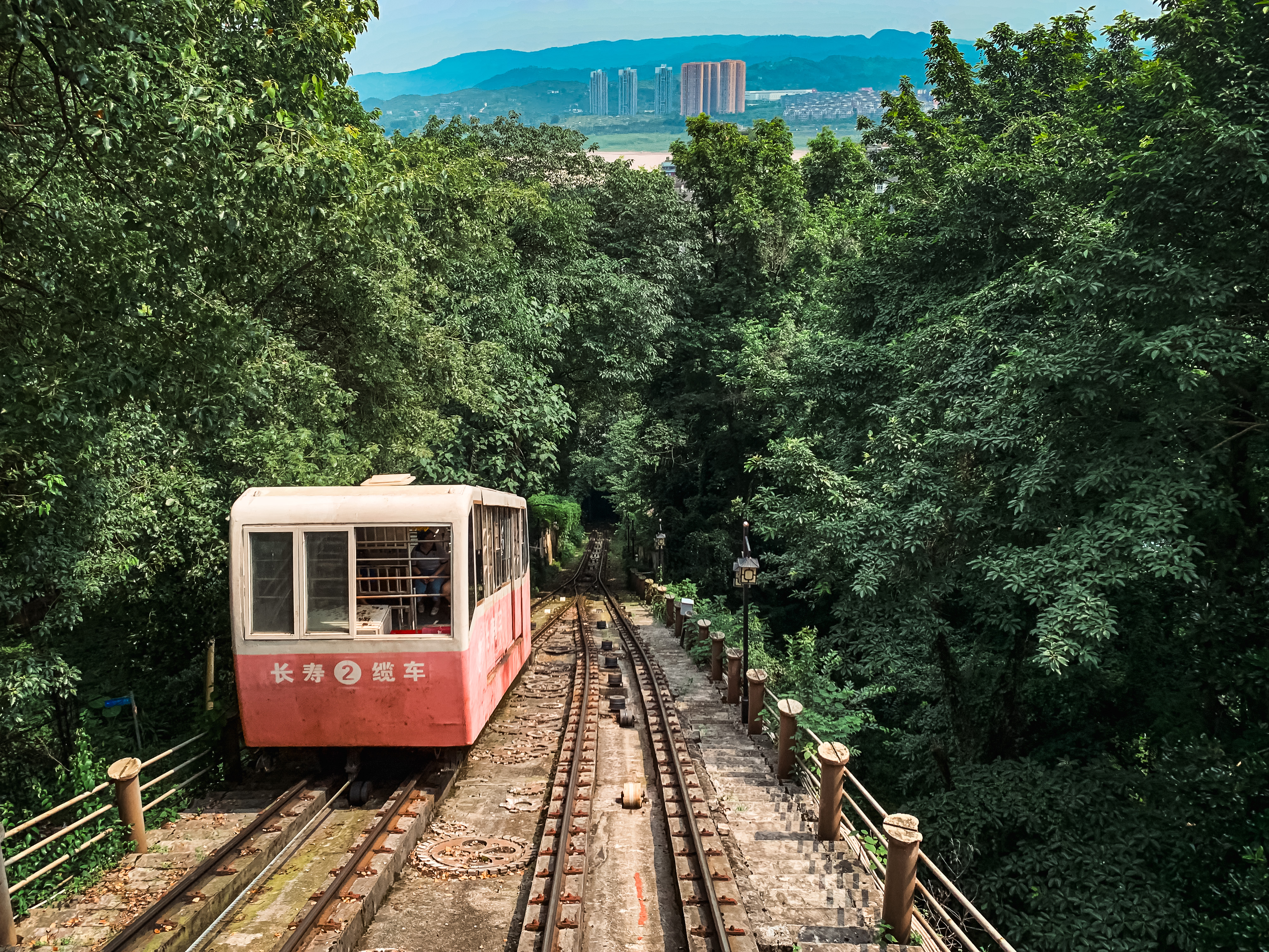
长寿缆车

重庆码头附近的往复式地面缆车主要用于各码头上下乘客，现已全部拆除。中心城区原有的各条用于公共交通的缆车线路现均拆除或停用，重庆仅剩长寿区运营的长寿缆车仍用作公共交通用途。
此外，重庆还有渝北区的礼嘉时光缆车和武隆区的芙蓉江缆车两条运行于景区内部的地面缆车，用于连接景区内的不同区域。

### 电梯扶梯

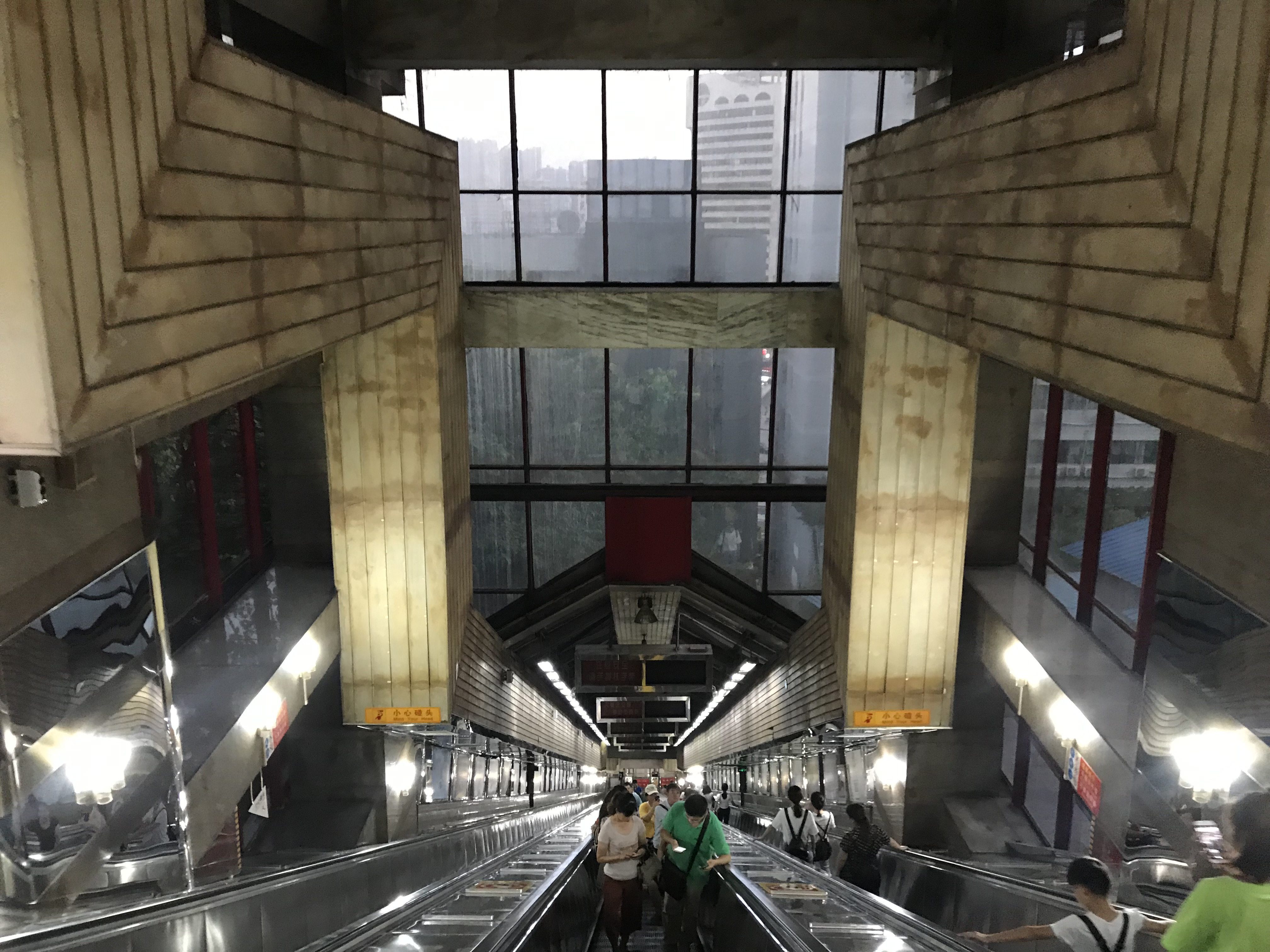
皇冠大扶梯内部

重庆因特殊地形有的两处电梯参与公共交通运送旅客，并且可以支持使用重庆市民卡扣费。
- 凯旋路垂直电梯，联通渝中区较场口与白象街的客流。
- 皇冠电动扶梯，採用德國蒂森克虜伯的電梯，主要用于方便重庆站、菜园坝等江岸地势低平处前往两路口等地势高处的客流

### 交通联合
2020年12月21日，重庆全面支持带有“交通联合”标识的公交IC卡。

## 未来发展
2020年，重庆交通局声称，交通运输部下发的交通强国意见中含有五项具体试点任务。